# Glabella

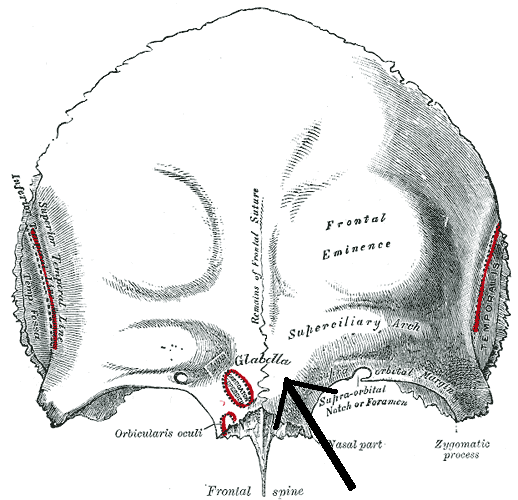
La freccia indica la posizione della glabella

La glabella è una piccola area depressa mediana dell'osso frontale, al di sopra della sutura naso-frontale tra le arcate sopracciliari.
Costituisce uno dei principali punti craniometrici.
All'interno della metodologia "10-20" usata a livello internazionale per stabilire i punti nei quali applicare gli elettrodi dell'elettroencefalogramma corrisponde al nasion.
Punto di repere utilizzato in radiologia per la centratura radiografica del cranio.
La regione cutanea corrispondente alla glabella è in genere glabra.